# Suitbertus-Stiftsplatz 1

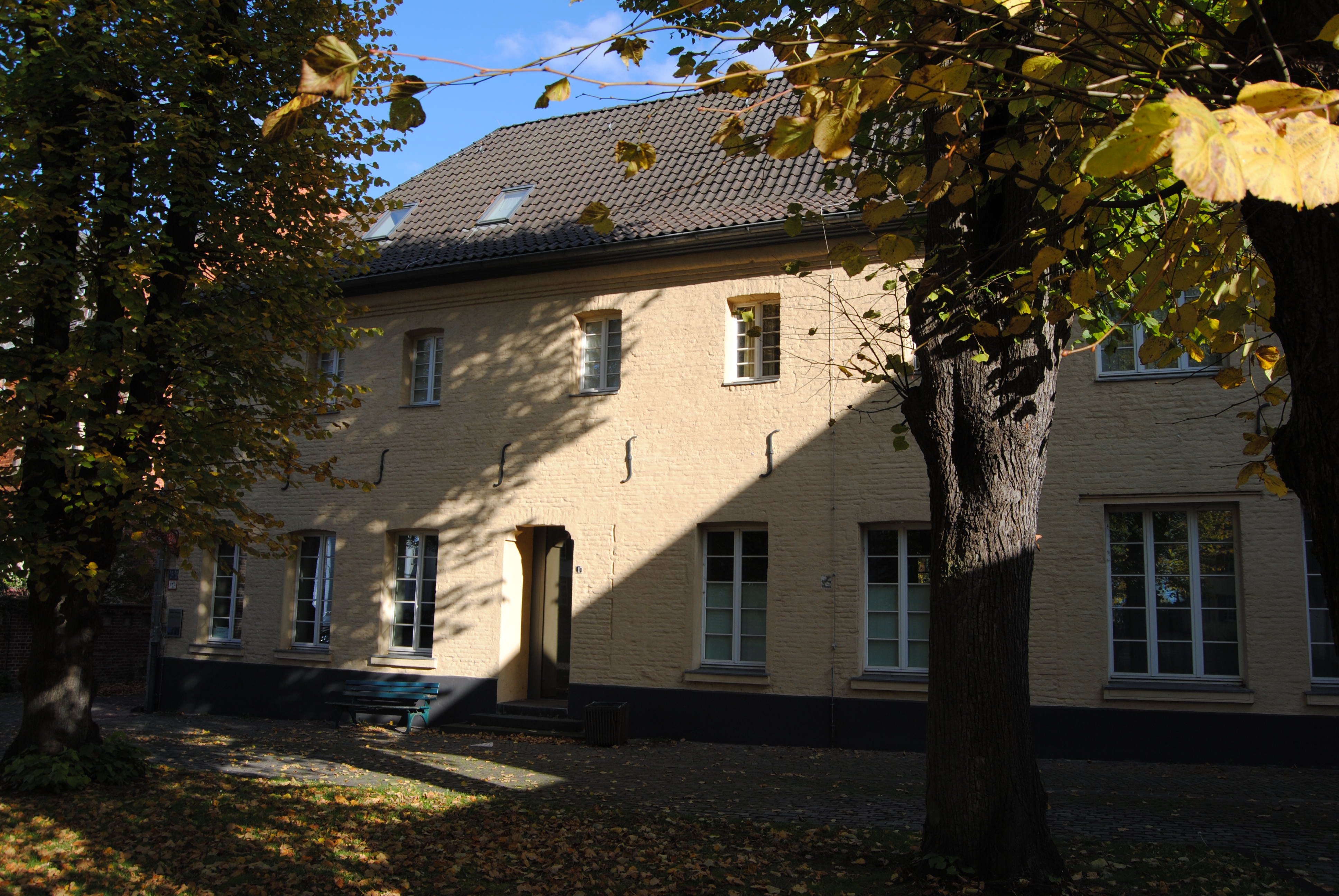
Haus Suitbertus-Stiftsplatz 1

Das Haus Suitbertus-Stiftsplatz 1 in Kaiserswerth, einem Stadtteil von Düsseldorf, wurde nach 1702 errichtet. Das Gebäude hinter der Kirche St. Suitbertus ist ein geschütztes Baudenkmal.

## Beschreibung
Das zweigeschossige Walmdachhaus mit zehn Achsen begrenzt den Stiftsplatz an der Westseite gegenüber dem Chor der Kirche. Ursprünglich diente das Gebäude im Erdgeschoss als Stiftsschule und im Obergeschoss als Zehnthaus. Im 19. Jahrhundert wurde das Gebäude für die Nutzung als Schule verändert, die rechten Fensterachsen wurden dabei vergrößert. Das völlig entkernte und modernisierte Haus dient heute dem Kunstarchiv Kaiserswerth.    